# Colomboscia bituberculata
Colomboscia bituberculata is een pissebed uit de familie Scleropactidae. De wetenschappelijke naam van de soort is voor het eerst geldig gepubliceerd in 1995 door Taiti, Allspach & Ferrara.